# Umaglesi Liga 2016
L'Umaglesi Liga 2016 è stata la ventottesima edizione della massima serie del campionato georgiano di calcio. La stagione è iniziata il 7 agosto 2016 e si è conclusa l'11 dicembre 2016 con la finale del campionato. Il Samt'redia ha vinto il campionato per la prima volta nella sua storia, sconfiggendo il Chikhura Sachkhere nella doppia finale.

## Stagione

### Novità
Dalla Umaglesi Liga 2015-2016 sono state retrocesse in Pirveli Liga il Merani Martvili e il Sapovnela, mentre dalla Pirveli Liga nessuna squadra è stata promossa in Umaglesi Liga.

### Formula
La stagione 2016 ha rappresentato la transizione dal sistema di stagione autunno-primavera al sistema di stagione ad anno solare dalla primavera all'autunno. Le 14 squadre partecipanti sono state divise in due gruppi, chiamati gruppo rosso e gruppo bianco, ciascuno composto da sette squadre. In ciascun gruppo le sette squadre si sono affrontate in un girone all'italiana con partite di andata e ritorno, per un totale di 14 giornate. Al termine, le squadre classificatesi al primo posto si sono affrontate in una doppia finale per decretare la squadra campione di Georgia, che viene anche ammessa al secondo turno di qualificazione della UEFA Champions League 2017-2018. La squadra perdente la finale per il titolo viene ammessa al primo turno di qualificazione della UEFA Europa League 2017-2018, assieme alla squadra vincitrice della Sakartvelos tasi 2016. Le squadre classificatesi al secondo e al terzo posto dei due gruppi si sono affrontati in spareggi con partite di andata e ritorno per decretare la squadra terza classificata e per un posto nel primo turno di qualificazione della UEFA Europa League 2017-2018. Le squadre classificatesi all'ultimo posto sono state retrocesse direttamente in Pirveli Liga, mentre la classificate al quinto e sesto posto dei due gruppi si sono affrontate in spareggi con partite di andata e ritorno per decretare altre due retrocessioni in Pirveli Liga.

## Stagione regolare

### Gruppo rosso

#### Squadre partecipanti
| Club                | Stagione | Città     | Stadio                               | Stagione 2015-2016         |
| ------------------- | -------- | --------- | ------------------------------------ | -------------------------- |
| Dila Gori           |          | Gori      | Stadio Tengiz Burjanadze             | 3º posto in Umaglesi Liga  |
| Dinamo Batumi       | dettagli | Batumi    | Chele Arena (Kobuleti)               | 8º posto in Umaglesi Liga  |
| K'olkheti-1913 Poti |          | Poti      | Stadio Erosi Manjgaladze (Samtredia) | 12º posto in Umaglesi Liga |
| Saburtalo Tbilisi   |          | Tbilisi   | Stadio Mikheil Meskhi                | 9º posto in Umaglesi Liga  |
| Samt'redia          | dettagli | Samtredia | Stadio Erosi Manjgaladze             | 2º posto in Umaglesi Liga  |
| Sioni Bolnisi       |          | Bolnisi   | Stadio Tamaz Stepania                | 5º posto in Umaglesi Liga  |
| Zugdidi             |          | Zugdidi   | Stadio Tsentraluri (Anaklia)         | 14º posto in Umaglesi Liga |

#### Classifica finale
Fonte:sito ufficiale
|  | Pos. | Squadra             | Pt | G  | V | N | P  | GF | GS | DR  |
|  | ---- | ------------------- | -- | -- | - | - | -- | -- | -- | --- |
|  | 1.   | Samt'redia          | 27 | 12 | 8 | 3 | 1  | 27 | 9  | +18 |
|  | 2.   | Dinamo Batumi       | 20 | 12 | 5 | 5 | 2  | 20 | 5  | +15 |
|  | 3.   | Saburtalo Tbilisi   | 19 | 12 | 5 | 4 | 3  | 17 | 12 | +5  |
|  | 4.   | K'olkheti-1913 Poti | 18 | 12 | 6 | 0 | 6  | 10 | 18 | -8  |
|  | 5.   | Dila Gori           | 17 | 12 | 5 | 2 | 5  | 13 | 12 | +1  |
|  | 6.   | Sioni Bolnisi       | 11 | 12 | 3 | 2 | 7  | 13 | 19 | -6  |
|  | 7.   | Zugdidi             | 6  | 12 | 2 | 0 | 10 | 5  | 30 | -25 |

Legenda:
      Ammessa alla finale per il titolo
 Ammesse agli spareggi
      Retrocesse in Pirveli Liga 2017
Note:
Tre punti a vittoria, uno a pareggio, zero a sconfitta.
La classifica viene stilata secondo i seguenti criteri:
- Punti conquistati
- Punti conquistati negli scontri diretti
- Differenza reti negli scontri diretti
- Reti realizzate negli scontri diretti
- Reti realizzate in trasferta negli scontri diretti (solo tra due squadre)
- Differenza reti generale
- Reti totali realizzate

#### Risultati
|                     | Dil  | DiB  | Kol  | Sab  | Sam  | Sio  | Zug  |
| ------------------- | ---- | ---- | ---- | ---- | ---- | ---- | ---- |
| Dila Gori           | –––– | 0-0  | 1-0  | 0-0  | 1-2  | 2-1  | 4-1  |
| Dinamo Batumi       | 3-1  | –––– | 0-1  | 0-1  | 1-1  | 0-0  | 5-0  |
| K'olkheti-1913 Poti | 0-1  | 0-5  | –––– | 1-0  | 1-3  | 1-0  | 2-0  |
| Saburtalo           | 2-1  | 0-0  | 6-1  | –––– | 2-2  | 1-1  | 3-1  |
| Samt'redia          | 0-2  | 1-1  | 2-0  | 3-0  | –––– | 4-1  | 1-0  |
| Sioni Bolnisi       | 2-0  | 0-3  | 0-2  | 1-2  | 0-3  | –––– | 4-1  |
| Zugdidi             | 1-0  | 0-2  | 0-1  | 1-0  | 0-5  | 0-3  | –––– |

### Gruppo bianco

#### Squadre partecipanti
| Club                 | Stagione | Città      | Stadio                          | Stagione 2015-2016         |
| -------------------- | -------- | ---------- | ------------------------------- | -------------------------- |
| Chik. Sachkhere      | dettagli | Sachkhere  | Tsentraluri Stadioni            | 4º posto in Umaglesi Liga  |
| Dinamo Tbilisi       |          | Tbilisi    | Stadio Boris Paichadze          | Campione di Georgia        |
| Guria Lanchkhuti     |          | Lanchkhuti | Stadio Evgrapi Shevardnadze     | 11º posto in Umaglesi Liga |
| Lok’omot’ivi Tbilisi |          | Tbilisi    | Stadio Mikheil Meskhi           | 13º posto in Umaglesi Liga |
| Shukura Kobuleti     |          | Kobuleti   | Chele Arena                     | 10º posto in Umaglesi Liga |
| T'orp'edo Kutaisi    | dettagli | Kutaisi    | Stadio Givi Kiladze             | 6º posto in Umaglesi Liga  |
| Tskhinvali           |          | Tskhinvali | Stadio Mikheil Meskhi (Tbilisi) | 7º posto in Umaglesi Liga  |

#### Classifica finale
Fonte:sito ufficiale
|  | Pos. | Squadra              | Pt | G  | V | N | P | GF | GS | DR  |
|  | ---- | -------------------- | -- | -- | - | - | - | -- | -- | --- |
|  | 1.   | Chik. Sachkhere      | 29 | 12 | 9 | 2 | 1 | 27 | 11 | +16 |
|  | 2.   | Dinamo Tbilisi       | 23 | 12 | 6 | 5 | 1 | 17 | 5  | +12 |
|  | 3.   | T'orp'edo Kutaisi    | 15 | 12 | 4 | 3 | 5 | 16 | 12 | +4  |
|  | 4.   | Lok’omot’ivi Tbilisi | 15 | 12 | 4 | 3 | 5 | 11 | 18 | -7  |
|  | 5.   | Shukura Kobuleti     | 12 | 12 | 2 | 6 | 4 | 10 | 13 | -3  |
|  | 6.   | Guria Lanchkhuti     | 11 | 12 | 3 | 2 | 7 | 8  | 21 | -13 |
|  | 7.   | Tskhinvali           | 9  | 12 | 2 | 3 | 7 | 12 | 21 | -9  |

Legenda:
      Ammessa alla finale per il titolo
      Ammessa alla UEFA Europa League 2017-2018
 Ammesse agli spareggi
      Retrocesse in Pirveli Liga 2017
Note:
Tre punti a vittoria, uno a pareggio, zero a sconfitta.
La classifica viene stilata secondo i seguenti criteri:
- Punti conquistati
- Punti conquistati negli scontri diretti
- Differenza reti negli scontri diretti
- Reti realizzate negli scontri diretti
- Reti realizzate in trasferta negli scontri diretti (solo tra due squadre)
- Differenza reti generale
- Reti totali realizzate

#### Risultati
|                    | Chi  | DiB  | Gur  | Lok  | Shu  | Tsk  | Tor  |
| ------------------ | ---- | ---- | ---- | ---- | ---- | ---- | ---- |
| Chikhura Sachkhere | –––– | 0-0  | 1-2  | 3-2  | 1-1  | 4-1  | 2-1  |
| Dinamo Tbilisi     | 1-2  | –––– | 3-0  | 4-0  | 1-1  | 0-0  | 0-0  |
| Guria Lanchkhuti   | 0-2  | 0-2  | –––– | 1-0  | 0-0  | 0-0  | 2-1  |
| Lokomotivi Tbilisi | 1-4  | 0-0  | 2-1  | –––– | 1-1  | 2-0  | 0-0  |
| Shukura Kobuleti   | 1-3  | 0-1  | 3-1  | 0-1  | –––– | 1-3  | 2-1  |
| Tskhinvali         | 1-2  | 2-4  | 2-1  | 1-2  | 0-0  | –––– | 1-2  |
| Torpedo Kutaisi    | 0-3  | 0-1  | 5-0  | 3-0  | 0-0  | 3-1  | –––– |

## Spareggi

### Spareggi per il titolo
Allo spareggio per decretare il vincitore del campionato sono state ammesse le squadre vincitrici dei due gruppi. Il Samt'redia ha vinto il campionato per la prima volta ed è stato ammesso al secondo turno di qualificazione della UEFA Champions League 2017-2018, mentre il Chikhura Sachkhere è stato ammesso al primo turno di qualificazione della UEFA Europa League 2017-2018.
|                 | Risultati |                 | Luogo e data               |
| --------------- | --------- | --------------- | -------------------------- |
| Samt'redia      | 2-0       | Chik. Sachkhere | Samtredia, 3 dicembre 2016 |
| Chik. Sachkhere | 2-2       | Samt'redia      | Tbilisi, 11 dicembre 2016  |
|                 |           |                 |                            |

### Spareggi per il terzo posto
Agli spareggi per il terzo posto sono state ammesse le squadre classificatesi al secondo e al terzo posto dei due gruppi. Il Dinamo Batumi ha vinto gli spareggi, conquistando il terzo posto del campionato ed è stato ammesso al primo turno di qualificazione della UEFA Europa League 2017-2018.

#### Semifinali
|                   | Risultati |                   | Luogo e data              |
| ----------------- | --------- | ----------------- | ------------------------- |
| T'orp'edo Kutaisi | 2-1       | Dinamo Batumi     | Kutaisi, 30 novembre 2016 |
| Dinamo Batumi     | 1-0 (gfc) | T'orp'edo Kutaisi | Tbilisi, 4 dicembre 2016  |
|                   |           |                   |                           |
| Saburtalo Tbilisi | 0-0       | Dinamo Tbilisi    | Tbilisi, 30 novembre 2016 |
| Dinamo Tbilisi    | 1-0       | Saburtalo Tbilisi | Tbilisi, 4 dicembre 2016  |
|                   |           |                   |                           |

#### Finale
|               | Risultati |                | Luogo e data             |
| ------------- | --------- | -------------- | ------------------------ |
| Dinamo Batumi | 1-0       | Dinamo Tbilisi | Tbilisi, 4 dicembre 2016 |

### Spareggi salvezza
Agli spareggi salvezza sono state ammesse le squadre classificatesi al quinto e al sesto posto dei due gruppi. Dila Gori e Shukura Kobuleti hanno vinto gli spareggi e hanno mantenuto la categoria, mentre Guria Lanchkhuti e Sioni Bolnisi sono stati retrocessi in Pirveli Liga.
|                  | Risultati |                  | Luogo e data                 |
| ---------------- | --------- | ---------------- | ---------------------------- |
| Guria Lanchkhuti | 0-2       | Dila Gori        | Lanchkhuti, 1º dicembre 2016 |
| Dila Gori        | 0-0       | Guria Lanchkhuti | Gori, 6 dicembre 2016        |
|                  |           |                  |                              |
| Sioni Bolnisi    | 4-3       | Shukura Kobuleti | Bolnisi, 1º dicembre 2016    |
| Shukura Kobuleti | 2-0       | Sioni Bolnisi    | Kobuleti, 6 dicembre 2016    |
|                  |           |                  |                              |

## Statistiche

### Classifica marcatori
| Gol |  |  | Giocatore           | Squadra              |
| --- |  |  | ------------------- | -------------------- |
| 11  |  |  | Budu Zivzivadze     | Samt'redia           |
| 8   |  |  | Saba Lobzhanidze    | Chik. Sachkhere      |
| 7   |  |  | Jaba Dvali          | Tskhinvali           |
| 6   |  |  | Bachana Arabuli     | Samt'redia           |
| 6   |  |  | Davit Volkovi       | Sioni Bolnisi        |
| 5   |  |  | Gega Diasamidze     | Lok’omot’ivi Tbilisi |
| 5   |  |  | Giorgi Kharaishvili | Saburtalo Tbilisi    |
| 5   |  |  | Elguja Lobjanidze   | Dinamo Batumi        |
| 5   |  |  | Oleg Mamasakhlisi   | T'orp'edo Kutaisi    |
| 5   |  |  | Temur Shonia        | Dinamo Batumi        |